# Hasičské muzeum Číhošť
Hasičské muzeum Číhošť je muzeum v Číhošti v okrese Havlíčkův Brod v Kraji Vysočina, muzeum bylo založeno v roce 2012 a jeho provoz začal opravou původní hasičské stříkačky společnosti Smekal z roku 1898. Oprava probíhala od roku 2008, stříkačka byla rozebrána a opravena, oprava byla provedena v režii Sboru dobrovolných hasičů Číhošť. Hasičská stříkačka byla uschována původně v garáži fary v obci.

## Expozice
V muzeu je vystavena historická technika, koňská stříkačka byla opravena v roce 2010, později byla znovu vysvěcena a při provozu je tažena párem koní. Svěcení proběhlo 26. května 2012. Dalším vystaveným kusem je motorová stříkačka společnosti MÁRA, ta byla vyrobena v roce 1938, v roce 2012 došlo k její rekonstrukci. Vystaveny jsou i historické hasičské prapory.